# Roy Eldridge

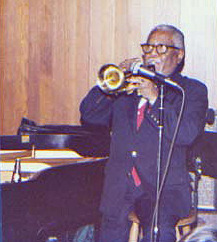
Roy Eldridge

David Roy „Little Jazz“ Eldridge (* 30. Januar 1911 in Pittsburgh, Pennsylvania; † 26. Februar 1989 in Valley Stream, New York) war einer der bedeutendsten US-amerikanischen Jazztrompeter.

## Leben und Karriere
Roy Eldridge erhielt von seinem älteren Bruder Joe Eldridge (1908–1952), einem Altsaxophonisten, den ersten Unterricht und spielte mit sechs Jahren Schlagzeug in dessen Band. Mit 12 Jahren lernte er Trompete. Beeinflusst wurde er vom seinerzeit ignorierten, da zu fortschrittlichen Trompetenstil des Jabbo Smith. Eldridge spielte bis Anfang der 1930er Jahre in einer Reihe unbekannterer Orchester, bevor er wieder nach Pittsburgh zurückkehrte und mit seinem Bruder Joe ein Orchester gründete, in dem auch Kenny Clarke mitwirkte, das Eldridge Brothers Rhythm Team. Dann ging Eldridge mit seinem Bruder nach New York und ging zu Teddy Hill, wo er mit Chu Berry Hauptsolist war, und stieß bald darauf zu den McKinney’s Cotton Pickers. 1935 wurde er Mitglied der damals führenden Big Band von Fletcher Henderson, wo er bis 1937 blieb. In dieser kurzen Zeit etablierte er sich als einer der größten Jazztrompeter aller Zeiten. Er nahm nun erste Platten auf wie Stealin’ Apples, You Can’t Depend on Me und Christopher Columbus. 1936 gründete er eine eigene Formation, mit der er im Three Deuces in Chicago auftrat. 1938 löste er diese wieder auf, um sich dem Studium der Radiotechnik zu widmen. Die Jahre zwischen 1935 und 1938 waren für ihn die Zeit des entscheidenden Durchbruchs und der ersten Schallplatten, die Aufmerksamkeit auf den Trompeter lenkten: Der schnelle Heckler’s Hop, der leidenschaftliche Wabash Stomp und das sprühende After You’ve Gone bildeten glänzende Beispiele seines Stils. Bis 1944 spielte er oft in kleinen Besetzungen mit verschiedenen Größen der Swing-Ära wie Benny Goodman, Gene Krupa (ab 1941, berühmt sein Duett mit Anita O’Day), Coleman Hawkins, Chu Berry und Billie Holiday.
Als sich das Krupa-Orchester 1943 auflöste, leitete Eldridge wiederum eine eigene Formation und spielte in New York, Toronto, Chicago und in Kalifornien. 1944/45 tourte er als Solist mit der populären Big Band von Artie Shaw und spielte in dessen Gramercy Five. Nach seinem Ausscheiden bei Shaw (das z. T. durch die Rassendiskriminierung bedingt war), arbeitete er mit Norman Granz zusammen, der ihn auf seiner ersten Jazz-at-the-Philharmonic-Tournee dabei haben wollte.

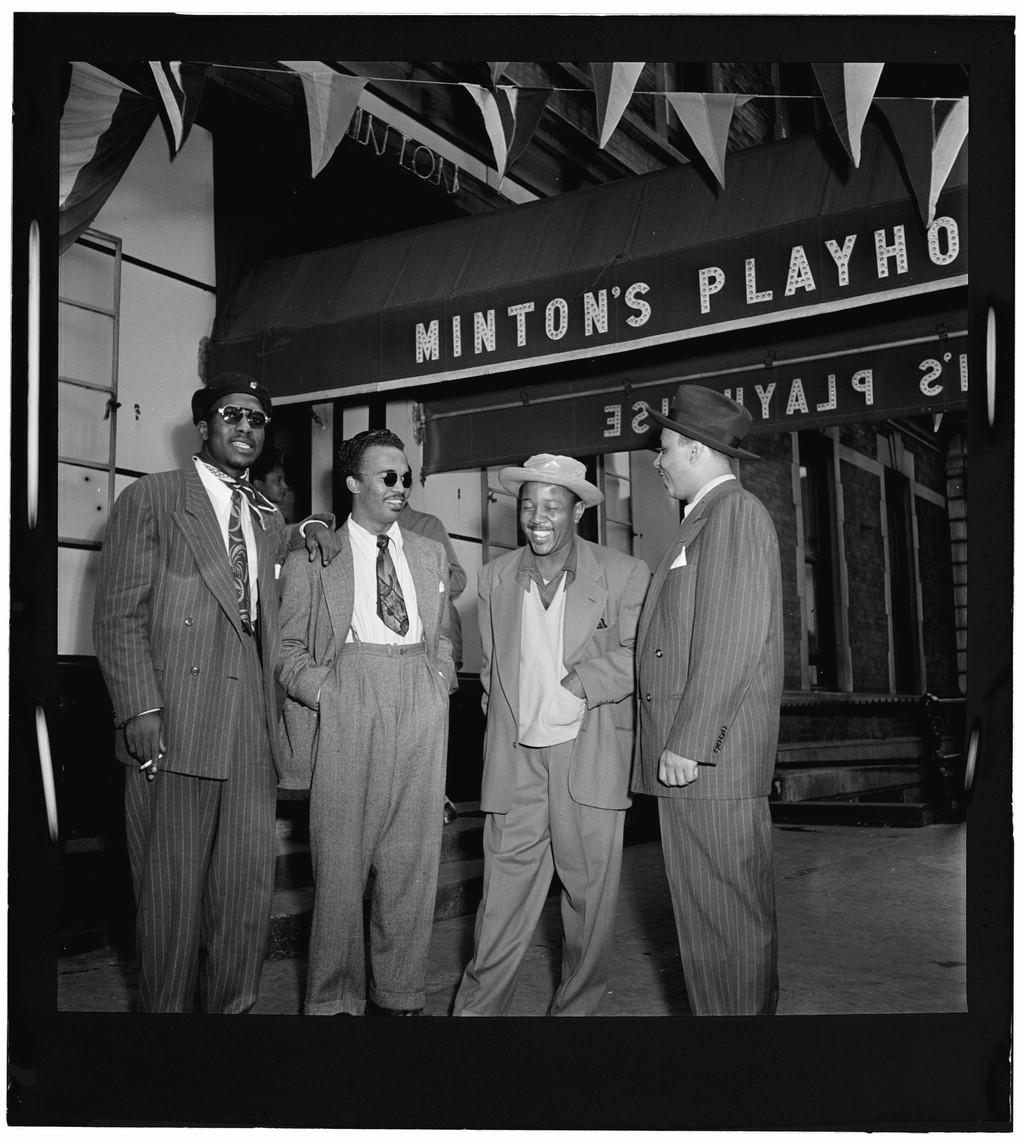
(Von links:) Thelonious Monk, Howard McGhee, Roy Eldridge und Teddy Hill, Minton’s Playhouse, New York, ca. September 1947.
Fotografie von William P. Gottlieb.

Nach dem Zweiten Weltkrieg spielte er zeitweise wieder bei Goodman (Paris 1950) und Krupa sowie in den Jazz-at-the-Philharmonic-Konzerttourneen durch die USA und Europa von 1952 an. Er hielt sich eine Zeitlang in Europa auf, schrieb in Paris seine Memoiren und nahm Schallplatten in Schweden auf. Nach seiner Rückkehr in die USA, zu der ihn Granz überreden konnte, hatte er im April 1951 ein triumphales Comeback im Jazzclub Birdland. Es entstanden weitere Aufnahmen auf dem Label Clef von Granz, u. a. mit Coleman Hawkins. 1956 traf er im Verve-Studio zu einer Reunion mit Gene Krupa und Anita O’Day zusammen (Drummer Man); im November 1956 begleitete er Billie Holiday bei ihrem letzten Konzert in der New Yorker Carnegie Hall.
Wie Charles Mingus, Jo Jones und Eric Dolphy gehörte auch er zu den Musikern, die 1960 ein Gegenfestival zum Newport Jazz Festival organisierten (gemeinsame Plattenaufnahme als Newport Rebels). Von 1963 bis 1965 fungierte er als Leiter der Band von Ella Fitzgerald, außerdem trat er auf Festivals mit Gillespie, Herb Ellis, Stan Getz, Sonny Stitt, Oscar Peterson, Johnny Hodges, Budd Johnson und vielen anderen Musikern auf, mit denen auch Schallplatten-Aufnahmen, z. B. auf Pablo Records, entstanden. In den 1970er Jahren spielte er regelmäßig im Jimmy Ryans in New York. 1971 wurde er in die Down Beat Hall of Fame gewählt. Als Trumpet Kings trat er mit Gillespie, Sweets Edison, Clark Terry und Jon Faddis auf. 1975 und 1977 war er Gast auf dem Montreux Jazz Festival. Letzte Auftritte hatte Eldridge 1979 mit einem Quintett bei einem Armstrong-Gedenkkonzert in Chicago. Im Jahr 1980 erlitt er einen Schlaganfall; er starb 1989.
Wegen seiner Kleinwüchsigkeit bekam er den Spitznamen Little Jazz.

## Bedeutung
Roy Eldridges Trompetenstil stellt ein wichtiges Bindeglied zwischen den frühen traditionellen Stilen eines Louis Armstrong oder Red Allen und der nachfolgenden Bebop-Spielweise von Dizzy Gillespie dar. Markenzeichen war sein Spiel in den hohen Lagen; Down Beat merkte dazu 1936 an: Er spielte fast Saxophon auf der Trompete. Er spielt höher und schneller als Louis Armstrong. Eldridges Improvisationen bestechen heute noch sowohl durch technische Brillanz als auch durch ihr einmalig expressives und emotionales Feuer. Der Innovator Eldridge setzte Maßstäbe für eine neue, differenzierte Spielweise auf seinem Instrument. Sein Spiel hat den jungen Dizzy Gillespie hörbar und nachhaltig beeinflusst.

## Diskographie
- The Big Band of Little Jazz (Topaz, 1935–1945) mit Dickie Wells, Benny Goodman, Benny Carter, Teddy Wilson, Gene Krupa, John Kirby
- After You've Gone (Decca/GRP, 1936–1946) mit Ike Quebec, Cecil Payne, Billy Taylor, Sahib Shihab, Wilbur De Paris
- Heckler’s Hop (Hep, 1936–1939) mit Gene Krupa, Benny Goodman, Helen Ward
- Roy Eldridge 1943-1944 (Classics); 1945-1947 (Classics)
- Roy Eldridge and His Little Jazz Vol. 1 (auch Nuts, Disques Vogue, 1950) mit Zoot Sims, Dick Hyman, Pierre Michelot
- French Cooking (Vogue, 1950–51) mit Raymond Fol, Barney Spieler
- Roy and Diz (Verve, 1954) mit Dizzy Gillespie, Herb Ellis, Ray Brown, Louie Bellson
- The Nifty Cat (New World, 1970) mit Budd Johnson, Benny Morton, Nat Pierce
- Oscar Peterson & Roy Eldridge (Pablo/OJC, 1974) Duo
- Roy Eldridge and Oscar Peterson (OJC, 1974) Duo-Aufnahmen
- Litle Jazz and the Jimmy Ryan All-Stars (Pablo, 1975) mit Dick Katz und Major Holley
- Happy Time (Pablo, 1975) mit Joe Pass, Oscar Peterson, Ray Brown, Eddie Locke
- R.E./Dizzy Gillespie with the Oscar Peterson Quartet: Jazz Maturity - Where It’s Coming From (Pablo, 1975)
- The Trumpet Kings at the Montreux Jazz Festival 1975 (Pablo) mit Dizzy Gillespie und Clark Terry
- The Tatum Goup Masterpieces mit Art Tatum, John Simmons (Bass) und Alvin Stoller (Drums) (1955, Pablo 1975)
- What is All About (Pablo, OJC, 1976) mit Milt Jackson, Budd Johnson
- Montreux 1977 (Pablo/OJC, 1977) mit Oscar Peterson, Niels-Henning Ørsted Pedersen, Bobby Durham
- Roy Eldridge & Vic Dickenson (Storyville Records, 1978) mit Tommy Flanagan
- The complete verve Roy Eldridge Sessions. 7 CDs, Verve 7371881.[7]
- The Complete Verve Roy Eldridge Studio Sessions 1951 - 1960 (Mosaic Records – 2003) 7 CDs u. a. mit Buddy Tate, Clyde Lombardi, Oscar Peterson, Barney Kessel, Ray Brown, J. C. Heard, Jo Jones, Herb Ellis, Alvin Stoller, Buddy Rich, Dizzy Gillespie, Louie Bellson, Flip Phillips, Al Porcino, Al Cohn, Ralph Burns arr, Benny Carter, Sweets Edison, Benny Morton, Eddie Barefield, Dick Wellstood, Walter Page, John Lewis, Russell Garcia arr, Stan Getz, Gus Johnson, Eddie Locke

## DVD
- Norman Granz Jazz In Montreux Presents Roy Eldridge '77